# Centro Argentino de Información Científica y Tecnológica
El Centro Argentino de Información Científica y Tecnológica (CAICYT) es un Centro de Servicios del Consejo Nacional de Investigaciones Científicas y Técnicas (CONICET). Las actividades que se desarrollan en el CAICYT son principalmente servicios documentales, comunicación científica, y formación, dirigido a investigadores, editores, científicos, bibliotecarios e Instituciones vinculadas con la Investigación y la Educación Superior en el país, la región y en el mundo.

## Historia
El CAICYT es un Centro de Servicios e Instituto de Investigación del CONICET.
Su historia se inicia en 1958: “Desde sus comienzos, en 1958, el CONICET se impuso resolver los problemas de información de los investigadores”. “[Los servicios de información del CONICET] Se iniciaron con la división Biblioteca e Información Bibliográfica que funcionó hasta 1962, y que se transformó en el Centro de Documentación Científica, departamento específico del CONICET. El CAICYT fue creado sobre la base del anterior en 1976 ”.
Primero división, luego departamento,  el CAICYT  tuvo varios  domicilios, todos en Buenos Aires, Argentina. El primero en la avenida Rivadavia 1906, luego en calle Moreno 431/433  y a y desde 1997 en el actual en  Saavedra 15.
Este centro lidera las innovaciones en documentación científica en Argentina, tanto en la difusión y adecuación de la tecnología para tratamiento y recuperación de información. Históricamente cobijó  diversos grupos de trabajo sobre terminología, formatos, consultas a bases de datos, etc. que tuvieron marcada influencia en el ambiente bibliotecológico y documental de la década de los ’80.
Se amplió luego al campo de la edición científica, tarea en la que ha venido trabajando desde hace algunos años, en asesoramiento y formación continua y contribuyendo al aseguramiento de la calidad de la edición científica y técnica. En el año 1999 se creó dentro del CAICYT el Núcleo Básico de Revistas Científicas Argentinas, que tiene como misión crear una base de datos de publicaciones académicas de nivel internacional, así como brindar herramientas y criterios actualizados y rigurosos para el crecimiento de las revistas nacionales.
Después de una larga trayectoria como Centro de Servicios del CONICET, el CAICYT se desempeñó también como  Centro de Investigación dentro de este mismo organismo , conforme la Resolución de CONICET 1601, de 31 de mayo de 2012y hasta el año 2023.
A partir de 2023 conforme la Res.2023-899 el CAICYT renueva su misión y funciones orientadas a la consolidación y profesionalización de las publicaciones científicas y académicas argentinas y participando en la construcción de criterios de calidad, indexación y clasificación de las publicaciones científicas argentinas (libros y revistas) y en la elaboración de normas, directrices y estándares nacionales, regionales e internacionales, entre otras tareas.

## Lista de autoridades del CAICYT
| Nombre              | Periodo         | Cargo                                                     |
| ------------------- | --------------- | --------------------------------------------------------- |
| Cardón, Raul        | 1962-1971       | Director designado del Centro de Documentación Científica |
| Gietz, Ricardo      | 1972-1976       | Jefe del Centro de Documentación Científica               |
| Gietz, Ricardo      | 1976-1987       | Director                                                  |
| Cobre, Juan Carlos  | 1987-1990       | Director interino                                         |
| Suter, Tito         | 1990-1999       | Director                                                  |
| Mabragaña, Cecilia  | 1999-2004       | Directora                                                 |
| Albornoz, Mario     | 2004-2008       | Director interino                                         |
| Atrio, Jorge        | 2009-2013       | Director interino                                         |
| Mela, Bosch         | 2013-2017       | Directora                                                 |
| Carsen, Tatiana     | 2017-2019       | Directora                                                 |
| Garofalo, Daniel    | 2019-2022       | Director                                                  |
| De Volder, Carolina | 2022-actualidad | Directora                                                 |

## Áreas y Servicios
Centro Nacional de ISSN

ISSN

Desde 1974, funciona en el CAICYT el Centro Argentino del ISSN (International Standard Serial Number / Número Internacional Normalizado de Publicaciones Seriadas). Siendo los únicos responsables de la identificación de los recursos continuos editados en el país, la asignación del código ISSN, su registro en la base de datos internacional del ISSN y la difusión del uso del mismo.
Para realizar estas funciones el Centro Nacional del ISSN realiza las siguientes acciones:
Identificar el título del recurso continuo.
Asignar el ISSN correspondiente e informárselo a las/os editoras/es. Este trámite es gratuito.
Preparar un registro bibliográfico automatizado del recurso, según normas del ISSN Manual.
Mantener actualizada la base de datos de registros de ISSN argentinos BINPAR (Bibliografía Nacional Argentina de Publicaciones Periódicas Registradas).
Aportar los registros al Centro Internacional del ISSN (París, Francia) para que formen parte de la base de datos internacional del ISSN.
Difundir el uso del ISSN entre las/os editoras/es argentinas/os.
BINPAR

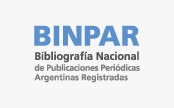
[http://www.caicyt-conicet.gov.ar/sitio/servicios-documentales/binpar/ Bibliografía Nacional de Publicaciones Periódicas Registradas (BINPAR)

La Bibliografía Nacional de Publicaciones Periódicas Registradas (BINPAR) es un servicio del Centro Nacional Argentino del ISSN desarrollado por CAICYT-CONICET.
En este espacio es posible localizar los recursos continuos argentinos que poseen registro de ISSN, a través de su título y el agregado de cobertura temática multidisciplinar.
Scielo Argentina

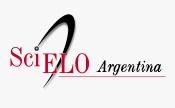
[http://www.scielo.org.ar/scielo.php?lng=es SciELO Argentina

SciELO Argentina es gestionado y coordinado en el CAICYT. SciELO (Scientific Electronic Library Online) es una red de bibliotecas electrónicas conformada por colecciones de revistas científicas en texto completo y con acceso abierto, libre y gratuito. Este proyecto cooperativo regional (integrado por países de Latinoamérica, España, Portugal y Sudáfrica) forma parte en Argentina de las políticas científicas del Consejo Nacional de Investigaciones Científicas y Técnicas (CONICET) siendo inaugurado en julio de 2005 con cinco revistas. En octubre de 2006 SciELO Argentina obtuvo la certificación para operar regularmente como sitio oficial.
El modelo recupera la ciencia de los países en desarrollo y otorga la visibilidad que la corriente principal no ofrece a la comunicación científica de la región.
Como instrumento de evaluación el sitio proporciona indicadores estadísticos de uso y factor de impacto de las revistas.

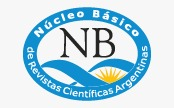
[http://www.caicyt-conicet.gov.ar/sitio/comunicacion-cientifica/nucleo-basico/revistas-integrantes/ Núcleo Básico de Revistas Científicas Argentinas (NBRA)

Las publicaciones que conforman la colección SciELO Argentina tienen cobertura en todas las áreas del conocimiento y cuentan con la excelencia en calidad académica y editorial que les otorga el ser parte del Núcleo Básico de Revistas Científicas del CONICET.
Latindex

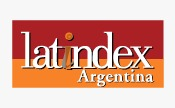
[http://www.caicyt-conicet.gov.ar/sitio/comunicacion-cientifica/latindex/ Latindex Argentina

El Centro Nacional de Acopio del Sistema Latindex que hoy funciona en el CAICYT se fundó en Argentina en 1998, con el objetivo principal de elevar la calidad editorial, difusión y acceso a las revistas académicas-científicas argentinas.
Latindex es producto de la cooperación de una red de instituciones que funcionan de manera coordinada para reunir y diseminar información sobre las publicaciones científicas seriadas producidas en Iberoamérica. Surgió en 1995 en la Universidad Nacional Autónoma de México (UNAM) y se convirtió en una red de cooperación regional a partir de 1997.
Latindex alberga revistas de investigación científica, técnico-profesionales y de divulgación científica y cultural que se editan en América Latina, el Caribe, España y Portugal. Además, ofrece información sobre revistas con contenidos iberoamericanistas editadas en cualquier parte del mundo. Las revistas pueden ser impresas o en línea, de todas las disciplinas científicas.
Latindex cuenta con dos productos de información:
DIRECTORIO: ofrece datos bibliográficos y de contacto de todas las revistas impresas y en línea registradas.
CATÁLOGO 2.0: compuesto únicamente por revistas en línea que cumplen con los más altos estándares de calidad según la metodología de Latindex.
Núcleo Básico de Revistas Científicas
El Núcleo Básico de Revistas Científicas Argentinas (NBRA) se crea en 1999 con el fin de agrupar al conjunto de publicaciones científicas y tecnológicas argentinas de excelencia, en los distintos campos del conocimiento.
Dichas publicaciones son sometidas a una evaluación exhaustiva teniendo en cuenta los siguientes criterios de calidad:
- Estar inscriptas en el Centro Nacional Argentino del ISSN del CAICYT y haber publicado este código.
- Contar con un comité editorial integrado por pares especialistas en su temática.
- Estar indizadas en bases de datos internacionales.
- Los trabajos de investigación, ensayos y estudios de casos clínicos originales, deberán comprender el 80% del contenido.
- Publicar mayoritariamente materiales de autores externos a la entidad editora.
- Someter los artículos publicados a estricto arbitraje externo a la entidad editora.
- Ser reconocidas por su trayectoria y liderazgo en su temática y contar con respaldo institucional, académico o profesional.
- Ser editadas regularmente, de acuerdo con la periodicidad declarada por sus editores.
- Respetar, en su diseño y formato, las normas editoriales internacionales, cumpliendo con los parámetros de calidad editorial del Sistema Latindex Catálogo 2.0.
- Cumplir con las normas internacionales en materia de conflicto de intereses y normas éticas.
- Deberán Incluir la obligatoriedad de requerir los datos respaldatorios de las investigaciones y su depósito de acuerdo a la Ley Nº26.899, Repositorios Digitales Institucionales de Acceso Abierto.

Malena

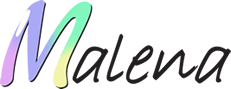
[http://www.caicyt-conicet.gov.ar/malena/ Malena

Creada en el 2016, Malena es una base de datos que identifica publicaciones periódicas científicas argentinas, sus políticas y derechos editoriales, datos sobre accesibilidad y categorización según la Resolución 2249/14 de CONICET y los indizadores regionales iberoamericanos donde han sido incorporadas.
Los datos publicados se basan en el análisis y observación de los espacios web de las publicaciones respectivas, realizado por especialistas en el tema.
El buscador permite explorar publicaciones por título, ISSN, Editor, Formato, Materias, Licencias, Indizadores, entre otros.
ARK CAICYT
ARK-CAICYT es una plataforma de servicios para la asignación de identificadores persistentes. Es una experiencia piloto desarrollada por el Centro Argentino de Información Científica y Tecnológica (CAICYT) dependiente del Consejo Nacional de Investigaciones Científicas y Técnicas (CONICET) orientada a garantizar los medios para la identificación de recursos en el campo de la comunicación científica argentina.
Biblioteca Institucional Ricardo Gietz
La misión de la biblioteca es difundir y poner a disposición de los usuarios su fondo bibliográfico especializado en ciencias de la información, política científica, ciencias sociales y humanidades previamente catalogado, conservado y organizado. La misma lleva su nombre en homenaje a quien fuera el primer director del CAICYT entre 1976 y 1986, el bibliotecario Ricardo Alberto Gietz (1932-1998).
El fondo documental se compone de dos Colecciones: la Colección de la Biblioteca Gietz especializada en Ciencia de la Información y Política Científica y la Colección DOCSA, especializada en Ciencias Sociales y Humanidades, de investigadores de CONICET.
Servicios: 
- Acceso al catálogo en línea.
- Sala de Lectura Prof. Hugo García.
- Acceso internet para consulta de bases de datos y acceso a la Biblioteca Electrónica del MINCYT.
- Visitas Guiadas.

Catálogos colectivos

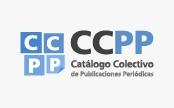
[http://www.caicyt-conicet.gov.ar/sitio/servicios-documentales/ccpp/ Catálogo Colectivo de Publicaciones Periódicas

Catálogo Colectivo de Publicaciones Periódicas
El Catálogo Colectivo de Publicaciones Periódicas (CCPP) es el primer trabajo propuesto por el “Comité Argentino de Bibliotecarios de Instituciones Científicas y Técnicas” conformado en 1937. Se editó en forma impresa en 1942, siendo una obra pionera en América Latina. Con la creación del CONICET en 1958, continuó con sus tareas hasta la actualidad.
El catálogo brinda acceso e información sobre las existencias de los títulos de publicaciones periódicas que poseen las Bibliotecas cooperantes.

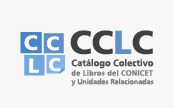
[http://www.caicyt-conicet.gov.ar/sitio/servicios-documentales/cclc/ Catálogo Colectivo de Libros del CONICET

Catálogo Colectivo de Libros del CONICET
Desde el 2011, funciona el Catálogo Colectivo de Libros del CONICET (CCLC) y Unidades Relacionadas. El mismo surgió como un proyecto conjunto del CCPP-CAICYT y del SECEDOC-CCT-Mendoza. Actualmente se encuentra a cargo del Sector Catálogos Colectivos de la Red Caicyt.
El CCLC y UR brinda información sobre la bibliografía que se encuentra en Bibliotecas del CONICET y/u otras que posean convenios de investigación y desarrollos en común, sean exclusivas, de doble o triple dependencia y Unidades Relacionadas, distribuidas en el país, ofreciendo acceso a investigadores, becarios y personal de apoyo, como a la comunidad nacional e internacional en general.
Guía UICYT
Es el Directorio de Unidades de Información, Bibliotecas y Centros de Documentación que participan en los Catálogos Colectivos de la Red CAICYT
Provee información sobre las Bibliotecas Cooperantes: su ubicación geográfica, sus horarios de atención, teléfonos y correos electrónicos, los servicios que ofrecen, las disciplinas que cubren y su localización web.
Se articula con el Catálogo Colectivo de Publicaciones Periódicas (CCPP) y el Catálogo Colectivo de Libros del CONICET (CCLC) de la Red CAICYT.
Repositorio Institucional COMCIENT

Acceso Abierto

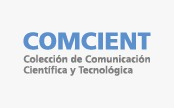
[http://www.caicyt-conicet.gov.ar/comcient/ COMCIENT

COMCIENT es un repositorio temático especializado en información y comunicación científica. CAICYT lo desarrolla en el marco de su misión y objetivos como Centro de Servicios y Centro de Investigación de CONICET explicitados en la Resolución 1601 del 31 de mayo de 2012, que son contribuir a la organización y acceso de la información científico-tecnológica y a la calidad de su difusión.
COMCIENT tiene el doble objetivo de ser un espacio de exposición de la producción institucional de CAICYT y el de ser un ámbito de experiencias en prácticas de poblamiento y normalización de repositorios utilizando un software open source que tiene una comunidad creciente en el mundo, Omeka.
Comprende una gran variedad de tipos documentales tales como artículos de revistas, informes, comunicaciones a congresos, presentaciones, materiales de cursos, seminarios, jornadas, entre otros.
En COMCIENT se encuentra:
- Producción sobre información y edición científica y tecnológica realizada en CAICYT o que comunica su actividad institucional.
- Documentos sobre proyectos de CAICYT o producidos por otras instituciones y donde ha participado CAICYT.
- Producción intelectual de miembros actuales de CAICYT en publicaciones impresas, electrónicas, catálogos o repositorios.
- Publicaciones de miembros de CAICYT previas o posteriores a su vinculación CAICYT, siempre y cuando traten sobre temas específicos de comunicación científica.

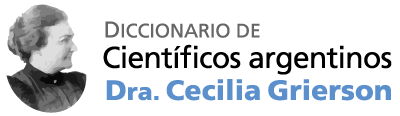
[http://www.caicyt-conicet.gov.ar/cientificos/ Diccionario de científicos argentinos Dra. Cecilia Grierson

Diccionario de científicos argentinos Dra. Grierson
En el 2016, se creó la base de datos Dra. Grierson un desarrollo del Centro Argentino de Información Científica y Tecnológica del CONICET (CAICYT-CONICET, Argentina). Su objetivo es ofrecer una herramienta de identificación de autoridades que sirva de apoyo en la catalogación, investigación e información en general.
En el Diccionario de científicos argentinos Dra. Grierson se referencian los científicos argentinos históricos y los investigadores de carrera y técnicos de apoyo del sistema científico argentino en actividad o eméritos, de universidades y CONICET, incluso becarios postdoctorales y doctorales. Los datos son recopilados y curados por CAICYT de fuentes internas y servicios Web.
Esta base de datos es desarrollada y actualizada por el Laboratorio de Información de CAICYT a partir de las siguientes fuentes:
- Los catálogos de autoridades existentes en las bases de datos bibliográficas de CAICYT.
- La recopilación en fuentes bibliográficas impresas y la web realizada por los bibliotecarios y documentalistas de CAICYT.
- Los metadatos disponibilizados públicamente por CONICET y otras agencias académicas y científicas argentinas.
- Los metadatos disponibilizados públicamente en sitios internacionales como VIAF y WikiData.
- Los datos que el científico solicite que sean incluidos a través de los mecanismos de curación y moderación en línea del Directorio de Científicos Argentinos Dra. Grierson.

Servidor Semántico

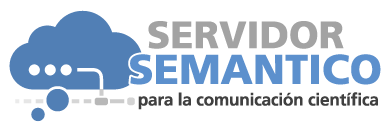
[http://vocabularios.caicyt.gov.ar/portalthes/vocabularios.php Servidor Semántico

El banco semántico del CAICYT constituye una infraestructura de apoyo conceptual y terminológico para los procesos de representación, búsqueda, descubrimiento e intercambio del conocimiento científico y tecnológico.
Ofrece de manera simple e intuitiva acceso a listas de términos, tesauros, taxonomías, glosarios y ontologías terminológicas. Permite acceder a sus servicios a través de una interfaz de web services terminológicos. También es posible descargar los vocabularios en diversos formatos.
De esta manera, el Servidor Semántico ofrece servicios de consulta, descarga y/o explotación vía servicios web semánticos para que cada actor pueda desplegar los modelos y dinámicas de utilización que considere necesarias para facilitar la producción, transmisión, tratamiento y gestión del conocimiento especializado.
Alberga y soporta la construcción de vocabularios controlados y sistemas de notación que se desarrollan en el ámbito del Laboratorio de Información de CAICYT y/o colaborativamente con otras instituciones.
Transferencia de conocimiento
El CAICYT ofrece Servicios Tecnológicos de Alto Nivel (STAN) en dos modalidades: cursos de formación y consultorías especializadas.
Estos servicios están dirigidos a profesionales y técnicos de equipos editoriales de publicaciones académicas y científico-técnicas, bibliotecarias/os y documentalistas, investigadoras/es e instituciones públicas y privadas tanto como a público interesado en la información científica, las nuevas herramientas digitales, el trabajo colaborativo y difusión y transferencia de conocimiento.
Estos servicios son arancelados y utilizan para su implementación el equipamiento, la infraestructura, y los recursos humanos especializados del Centro. A través de estos STAN se articulan conocimientos, metodologías y experiencias propias del CAICYT con aquellos saberes previos aportados por los propios usuarios mediante un proceso de construcción colaborativa de conocimiento.